# Jean-Jacques Annaud
Jean-Jacques Annaud (ur. 1 października 1943 w Draveil) – francuski reżyser, scenarzysta i producent filmowy.

## Życiorys
Laureat Oscara dla najlepszego filmu nieanglojęzycznego za swój debiut kinowy Czarne i białe w kolorze (1976) oraz dwóch Cezarów za film Walka o ogień (1981).
Zasiadał w jury konkursu głównego na 35. MFF w Cannes (1982).

## Filmografia
- 1976: Czarne i białe w kolorze (Noirs et Blancs en couleurs)
- 1978: Coup de tête
- 1981: Walka o ogień (La Guerre du feu)
- 1986: Imię róży (Le nom de la rose)
- 1988: Niedźwiadek (L'Ours)
- 1991: Kochanek (L’Amant)
- 1995: Skrzydła odwagi (Les Ailes du courage)
- 1997: Siedem lat w Tybecie (Seven Years in Tibet)
- 2001: Wróg u bram (Stalingrad)
- 2004: Dwaj bracia (Deux Frères)
- 2007: Minorrr (His Majesty Minor)
- 2011: Czarne złoto (Black Gold)
- 2015: Wolf Totem
- 2022: Notre Dame płonie (Notre-Dame brûle)

## Nagrody
- Cezar 1982: Walka o ogień (najlepsza reżyseria, najlepszy film); 1987: Imię róży (najlepszy film); 1989: Niedźwiadek (najlepsza reżyseria)